# گوتنتسل-هوربل
گوتنتسل-هوربل (به آلمانی: Gutenzell-Hürbel) یک شهر در آلمان است که در Biberach واقع شده‌است. گوتنتسل-هوربل ۱٬۸۸۳ نفر جمعیت دارد.